# Chris Maene Straight Strung Concert Grand
De Chris Maene Straight Strung Concert Grand is een rechtsnarige moderne vleugelpiano ontworpen door Chris Maene. Het instrument past het 19de-eeuwse principe van parallelle besnaring of rechtsnarigheid toe. 
In 2013 benaderde de pianist Daniel Barenboim de pianobouwer Steinway & Sons met het verzoek om een moderne rechtsnarige vleugel te bouwen. Hij werd doorverwezen naar Chris Maene die twee vleugels voor hem bouwde. Het instrument werd in 2015 door Daniel Barenboim geïnaugureerd. Sinds 2017 wordt dit model bij Piano's Maene gebouwd en verkocht. De bouw van één exemplaar kost ongeveer 2000 uur. Er worden ongeveer tien exemplaren per jaar afgewerkt.
Deze vleugel wordt bespeeld door pianisten zoals Daniel Barenboim, Martha Argerich, Emanuel Ax, Hannes Minnaar, Martin Helmchen, Eric Le Sage, Frank Braley, Liebrecht Vanbeckevoort, Bram De Looze en Julien Libeer.